# 阮增龍
阮增龍（越南语：／，1750年—？）是越南西山朝的一名將領。
出生在今日廣義省山靜縣。原為阮主的部將，1773年加入西山軍。1776年至1783年期間，西山軍多次攻擊佔據嘉定的阮主部隊，阮增龍以騎兵都督的身份參戰，後來追隨阮惠參加瀝涔吹蔑之戰。1786年，隨阮惠北伐鄭主，被任命為乂安鎮守大都督。
1789年，阮增龍追隨阮惠參加了抗擊清軍入侵的戰爭，並取得勝利。由於阮增龍的官職是都督，有學者認為率先攻入昇龍的都督龍（越南语：／）指的是他，但另一些資料則稱該軍隊的指揮官是鄧進東和黎文龍，因此都督龍也有可能指的是黎文龍。
戰後，阮增龍被封為義德侯。1802年西山朝覆滅後，阮增龍與一些將領仍組織反抗阮朝的鬥爭。